# برموبنزیل سیانید
برموبنزیل سیانید (به انگلیسی: Bromobenzyl cyanide) با فرمول شیمیایی C۸H۶BrN یک ترکیب شیمیایی با شناسه پاب‌کم ۲۹۶۲۵ است. که جرم مولی آن ۱۹۶٫۰۴ g/mol می‌باشد. 